# آندری هاکوبیانتس
آندری هاکوبی هاکوبیانتس (ارمنی: Անդրեյ Հակոբի Հակոբյանց؛ زادهٔ ۲۷ اوت ۱۹۷۷) یک بازیکن فوتبال ارمنی‌تبار اهل ازبکستان است.

## باشگاهی
از باشگاه‌هایی که در آن بازی کرده‌است می‌توان به بخارا، باشگاه فوتبال پاختاکور، روستوف، چرنومورتس نووراسییسک و باشگاه فوتبال نفتچی فرغانه اشاره کرد.

## تیم ملی
وی همچنین در تیم ملی فوتبال زیر ۱۹ سال ازبکستان و تیم ملی فوتبال ازبکستان بازی کرده‌است.

### گل‌های بین‌المللی
| ۱.                           | ۳ دسامبر ۱۹۹۸ | 700th Anniversary Stadium, چیانگ مای، تایلند | کویت      | ۳–۳  | برد | بازی‌های آسیایی 1998                 |
| ۲.                           | ۵ دسامبر ۱۹۹۸ | 700th Anniversary Stadium, چیانگ مای، تایلند | مغولستان  | ۰–۱۵ | برد | بازی‌های آسیایی 1998                 |
| ۳.                           | ۷ دسامبر ۱۹۹۸ | ورزشگاه راجامانگالا، بانکوک، تایلند          | کرهٔ شمالی | ۴–۰  | برد | بازی‌های آسیایی 1998                 |
| ۴.                           | ۳ مه ۲۰۰۱     | ورزشگاه بین‌المللی امان، امان، اردن           | ترکمنستان | ۲–۵  | برد | مرحله مقدماتی جام جهانی فوتبال ۲۰۰۲ |
| ۵.                           | ۲۰ اوت ۲۰۰۳   | ورزشگاه اسکونتو, ریگا، لتونی                 | لتونی     | ۰–۳  | برد | بازی دوستانه                        |
| ۶.                           | ۶ نوامبر ۲۰۰۳ | ورزشگاه مرکزی پاختاکور، تاشکند، ازبکستان     | هنگ کنگ   | ۴–۱  | برد | بازی‌های آسیایی 2004 qualifying      |
| Correct as of 7 October 2015 |               |                                              |           |      |     |                                     |

## افتخارات

### باشگاهی
پاختاکور
- لیگ برتر فوتبال ازبکستان (۱): ۱۹۹۸
- لیگ برتر فوتبال ازبکستان نایب قهرمان (۱): ۲۰۰۸
- جام حذفی ازبکستان (۱) ۱۹۹۷
- جام حذفی ازبکستان نایب قهرمان (۱): ۲۰۰۸

خیمیک
- RFPL کنفرانس غربی (1) ۲۰۱۲–۱۳

### فردی
- بازیکن سال فوتبال ازبکستان: ۱۹۹۹